# Więzienie we Fremantle

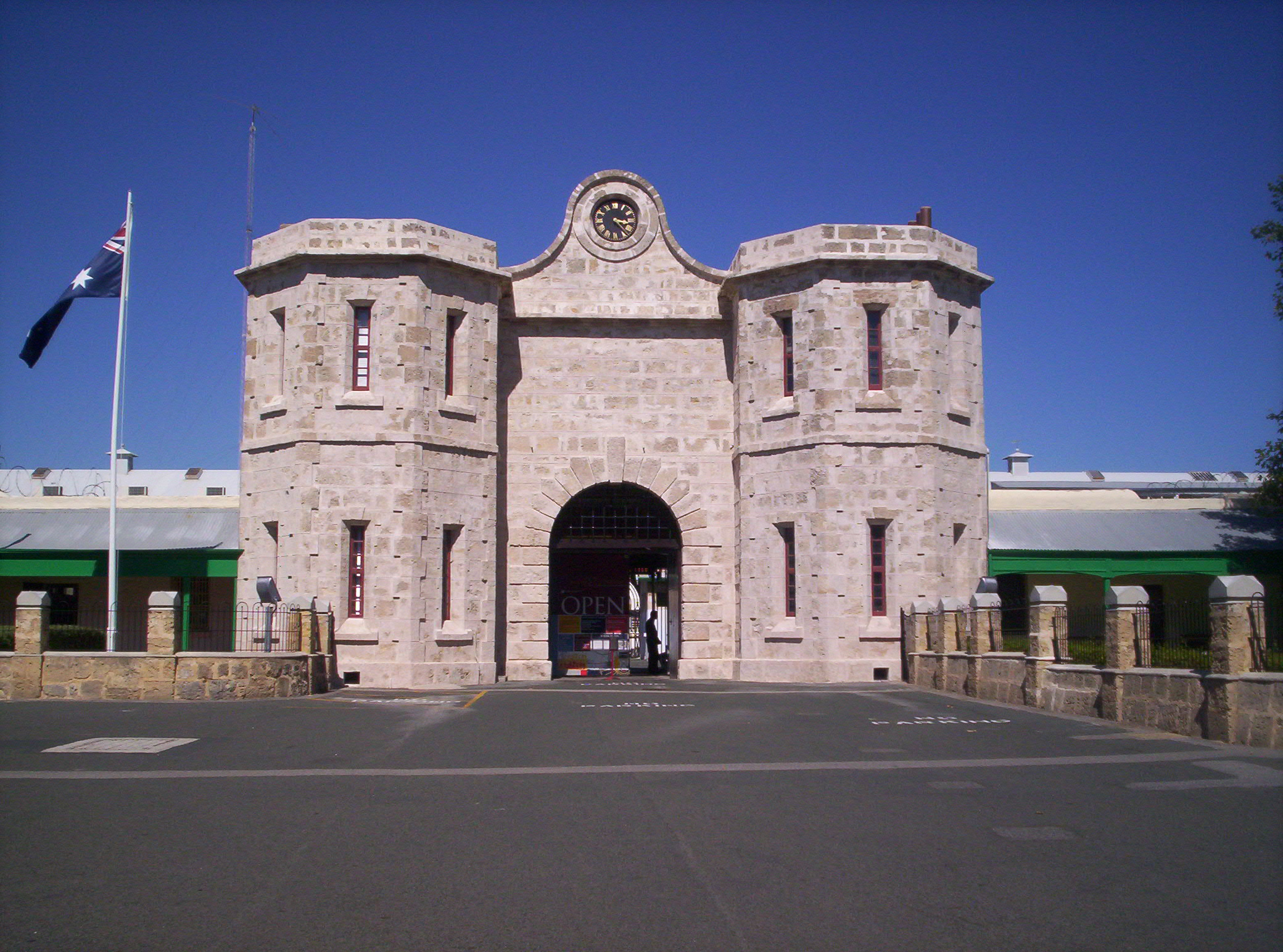
Wejście do więzienia

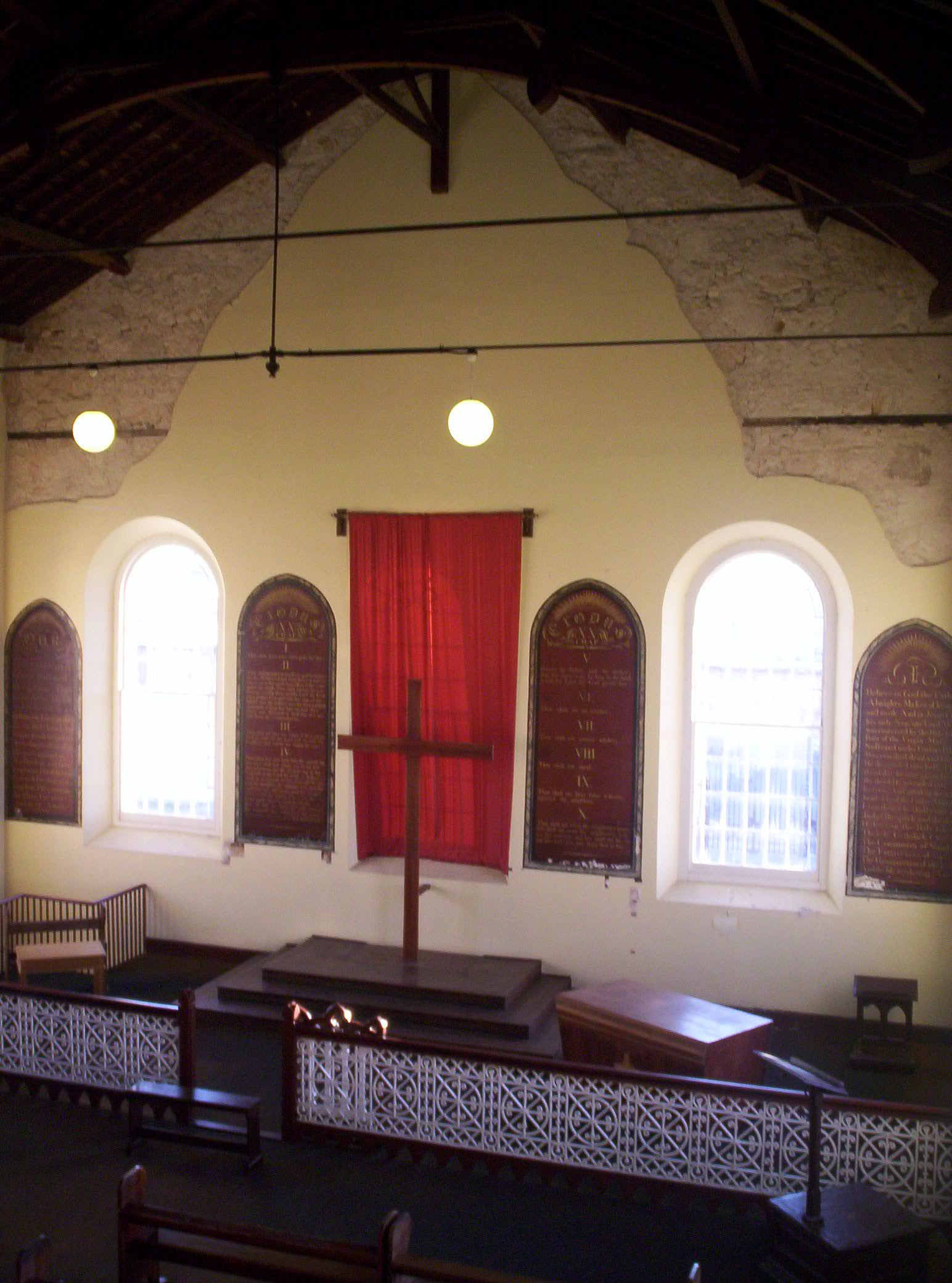
Wnętrze kaplicy

Więzienie we Fremantle, byłe więzienie we Fremantle w Australii powstałe w 1886, zbudowane rękami zesłańców, którzy po jego zbudowaniu odbyli w nim resztę kary. Więzienie zamknięto w 1991, obecnie znajduje się w nim muzeum.